# Michaël Valeanu
Michaël Valeanu (* 1985 in Paris) ist ein französischer Jazzmusiker (Gitarre, Komposition).

## Leben und Wirken
Valeanu erhielt seine erste Gitarre, als er acht Jahre alt war. Sein Vater zeigte ihm ein paar Akkorde und Melodien, die er weiter spielte, als der Unterricht auf der Musikschule nicht funktionierte. Mit 14 Jahren arbeitete er in einem Gitarrenladen, was seine Liebe zur Musik und zum Instrument beförderte. Er fing nun an, viel zu üben, mit Freunden zu spielen und sich unterweisen zu lassen. Jahrelang konzentrierte er sich auf Blues und Rockmusik; durch Aufnahmen von Wes Montgomery und Pat Metheny kam er schließlich zum Jazz. In Paris besuchte er das Conservatoire Nadia et Lili Boulanger und in Bourg-la-Reine die Edim/Ecole Nationale de Musique. 2008 zog er nach New York City, wo er an der New School bei Robert Sadin studierte. Dann war er Stipendiat des Virginia Center for the Creative Arts. 2015 unterzog er sich dem Wes-Montgomery-Wettbewerb, wo er ins Finale kam und dort die Gelegenheit hatte, Gitarristen wie Pat Martino zu treffen.
Im Quartett mit Thomas Enhco, Or Bareket und Rajiv Jayaweera entstand Valeanus Debütalbum Tea Time (2012). Sein zweites Album unter eigenem Namen Hard to Cook (2015) beeindruckte „mit unglaublich ausgereiften und anspruchsvollen Kompositionen.“ Im Trio mit Bareket und Jochen Rückert entstand das selbstproduzierte Album Live at Mister Rogers (2018).
In New York lernte Valeanu zudem seine Landsmännin Cyrille Aimée kennen, mit der er zunächst nachts in Jazzclubs herum hing und auf die U-Bahn wartete. Nach zwei Jahren gründeten sie ein Duo, das 2012 in Minsk einen ersten Auftritt hatte; auf Hard to Cook sind zwei gemeinsame Stücke enthalten, nachdem Valeanu bereits zuvor 2014 zu ihrem Album It's a Good Day Gitarrenparts beisteuerte. Valeanu und Aimée gingen von 2014 bis 2017 eine Beziehung ein. Als Duo präsentieren sie sich auf dem gemeinsamen Album I’ll be Seeing You (Daudel Records 2021). Im Trio Three of a Kind arbeitet er mit Jon Boutellier und Clovis Nicolas. Er ist auch auf Alben von Guilhem Flouzat, David Federmann, Ayoyo und (U)nity zu hören.